# Asellus musashiensis
Asellus musashiensis és una espècie de crustaci isòpode pertanyent a la família dels asèl·lids.

## Distribució geogràfica
Es troba a Àsia: el Japó.